# Hans von Reutlingen
Hans von Reutlingen (auch Hans von Aich, * um 1465 in Aachen; † nach 1547 in Aachen) war ein deutscher Goldschmied des ausgehenden Mittelalters.

## Leben und Wirken
Hans von Reutlingen, auch genannt Hans von Aich, war über 40 Jahre in Aachen tätig. Sein Meisterzeichen setzt sich aus den Anfangsbuchstaben seiner Namen: Johannes von Reutlingen, JR, kreuzförmig angeordnet zusammen. Obwohl Aachen im Mittelalter eines der Goldschmiedezentren war, ist kein Kunstwerk im Weichen Stil des 15. Jahrhunderts überliefert. Lediglich das Apostel-Antependium des Aachener Domschatzes lässt die Tradition anklingen.
Wie es dazu kam, dass Hans von Reutlingen überregionale Bedeutung gewann, ist nicht tradiert.
Sein Siegel- und Münz-Werk durchläuft die Stilrichtungen der Spätgotik und der Frührenaissance.
Sein Hauptwerk ist gekennzeichnet durch manieristisch eingesetzte Architekturteile. Hans von Reutlingen "jongliert" auf dem Höhepunkt seines künstlerischen Schaffens vorbildlos mit Arkaden und Baldachinen zu einer Zeit, als der Manierismus sich noch nicht als Stil herausgebildet hatte. Auf diese Weise verlieh er dem schweren Goldmaterial Leichtigkeit.
Im Alter von über 80 Jahren verstarb Aachens bekanntester Goldschmied. Sein Grab ist unbekannt.
Sein Œuvre umfasst 75 % profane und 25 % sakrale Werke.

## Werke (Auswahl)

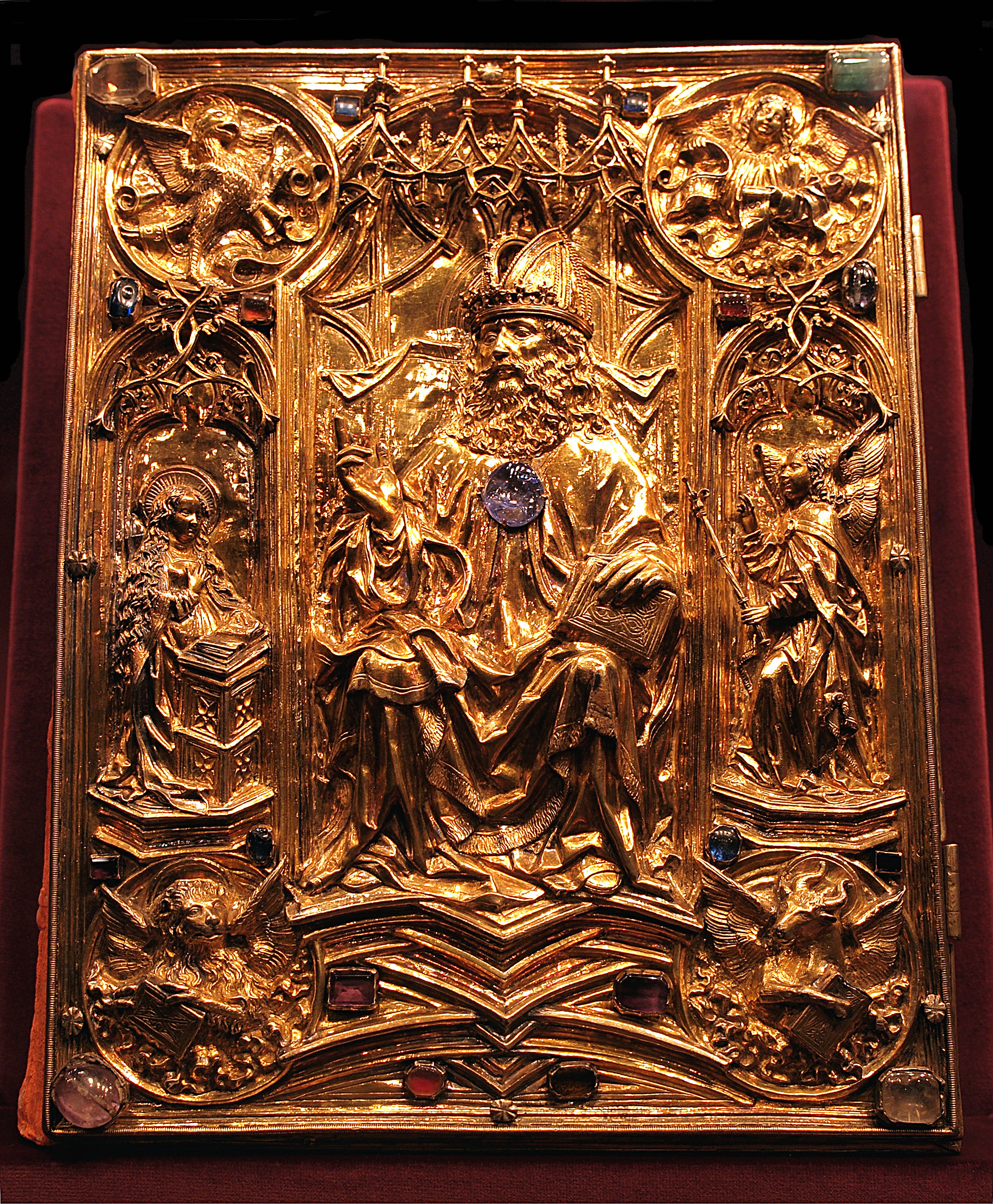
Krönungsevangeliar, Einband, Weltliche Schatzkammer, Wien

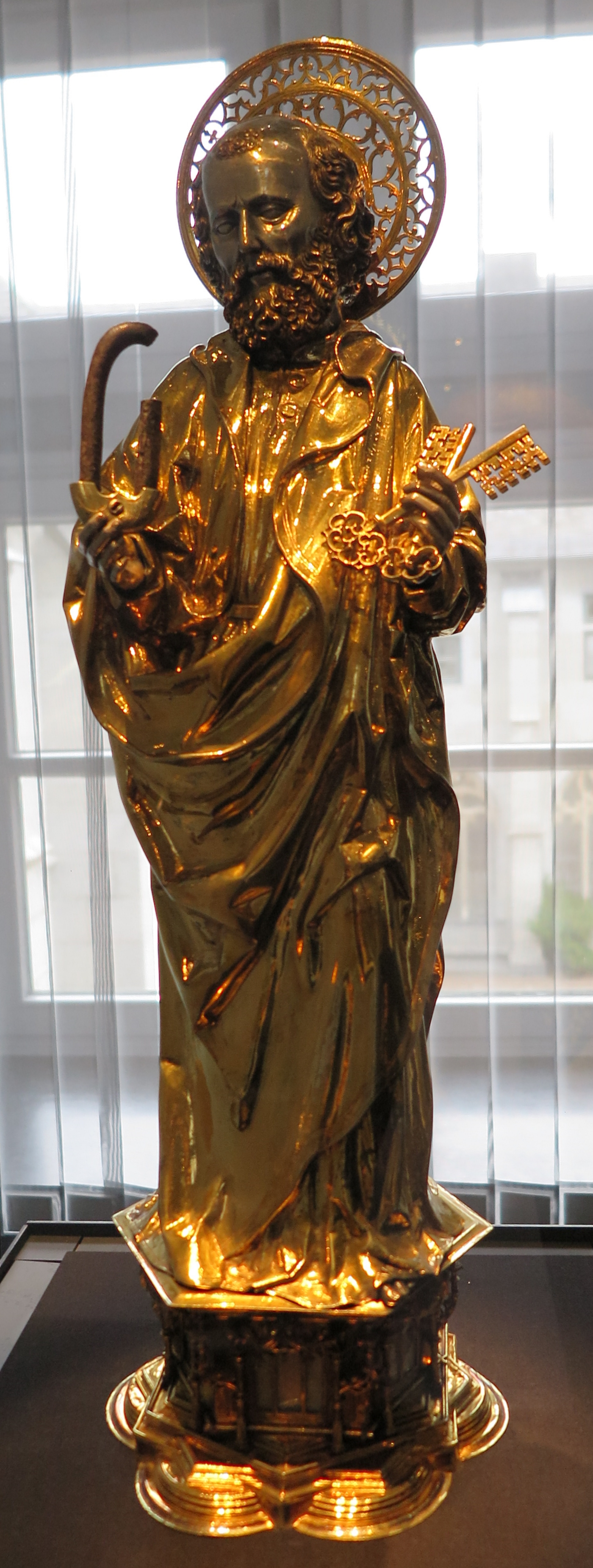
Heiliger Petrus (um 1510), Aachener Domschatzkammer

- Drei Siegel für den kaiserlichen Hof in Wien, 1497
- Majestätsiegel Maximilians I., 1498
- Aachener Münzen, Frankenberger Münzwerkstatt in Burtscheid, 1500
- Buchdeckel des Reichsevangeliars für Kaiser Maximilian, Wien, Schatzkammer, 1500
- Lambertusreliquiar, Kathedrale St. Paul, Lüttich, 1508–12
- Statuette eines stehender Bischof wohl von der Basis der Lambertusbüste in Lüttich, Metropolitan Museum of Art, New York, 1508–12[2]
- Büstenrelief Hl. Katharina, St. Matthias, Maastricht, um 1510
- Büstenrelief Hl. Barbara, ebd.
- Büstenrelief unbek. Heilige, ebd.
- Büstenrelief unbekannte Heilige, ebd., um 1510.
- Monstranz, Meisterzeichen, Aachen (nach Krönung Karl V. am 22. Oktober 1520)
- Chormantelschließe, Aachen, vor 1520 (zugeschrieben), Durchmesser: 16 cm[3]
- Kaisersekret des Reichsregiments, um 1522.
- Goldbulle Karls V. 1523
- Stiftssiegel, Aachen, 1528
- Siegelschnurknäufe, Aachen, 1525/30
- Konventsiegel, Aachen, um 1530.
- Kaisersiegel Maximilians I. spätgotische Kleinplastik, vor 1530.
- Kreuznacher Kreuzfuß mit aufgesetztem Kreuz für das Schwarz-Kloster Kreuznach, heute Pfarrkirche St. Nikolaus in Bad Kreuznach
- Statuettenreliquiar Anna selbdritt, mit Meisterzeichen, getriebenes Silber, 31,1 cm H, Liebfrauenbasilika, Tongern
- Christopherusreliquiar, Tongern, (zug.)
- Petrusstatuette, Aachen
- Auferstandener, Silber, teilweise vergoldet, Germanisches Nationalmuseum, Nürnberg
- Kruzifix, Schatzkammer von St. Johann Baptist, Aachen-Burtscheid
- Schaugefäß mit Relief des Auferstandenen
- Reliquiar der hl. Ursula, silbervergoldet, (zug.), Heinsberg
- Paxtafel mit Thimotheusreliquien, St. Foillan (Aachen)
- Kelche
- Monstranzen
- Monstranz, vergoldetes Kupfer, Hambach Kreis Jülich, im Zweiten Weltkrieg zerstört
- Monstranz, Frelenberg bei Geilenkirchen, im Zweiten Weltkrieg gestohlen, 2007 aus den USA zurückgekehrt
- Ziborienmonstranz, vergoldetes Kupfer, Heilig Kreuz in Aachen
- Monstranz, Schnütgen-Museum in Köln
- Monstranz, Suermondt-Ludwig-Museum in Aachen
- Meßpollen, St. Foillan in Aachen
- Sekretsiegel, Lüttich
- Geheimsiegel, Lüttich

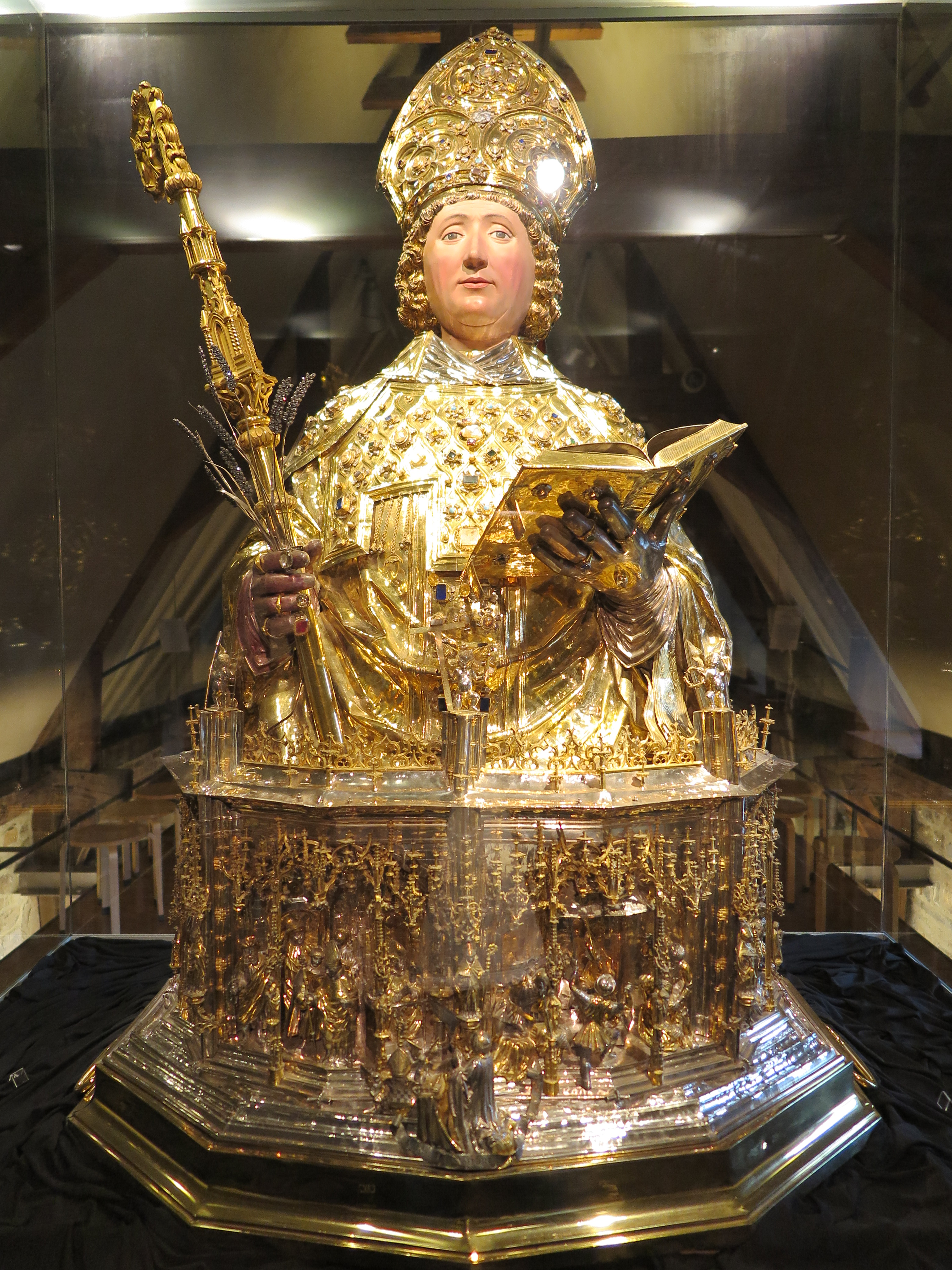
Lambertusreliquiar
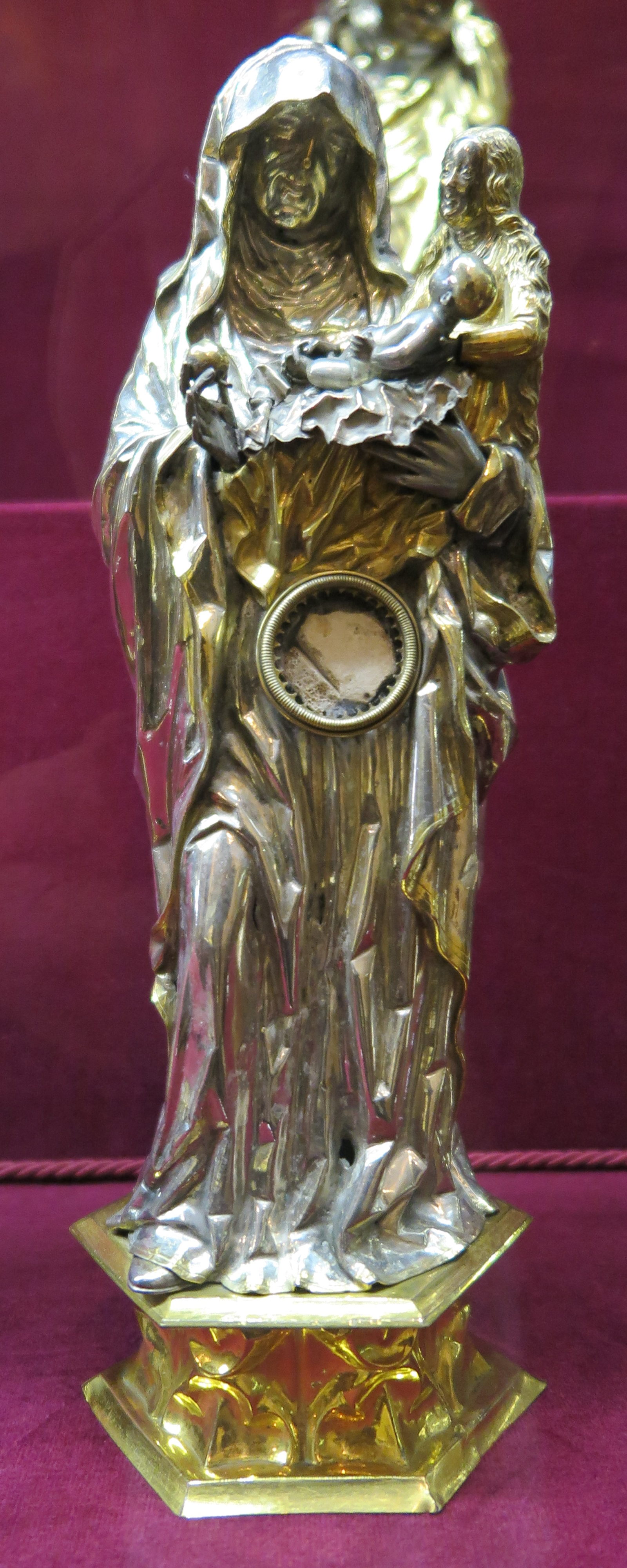
Anna selbdritt
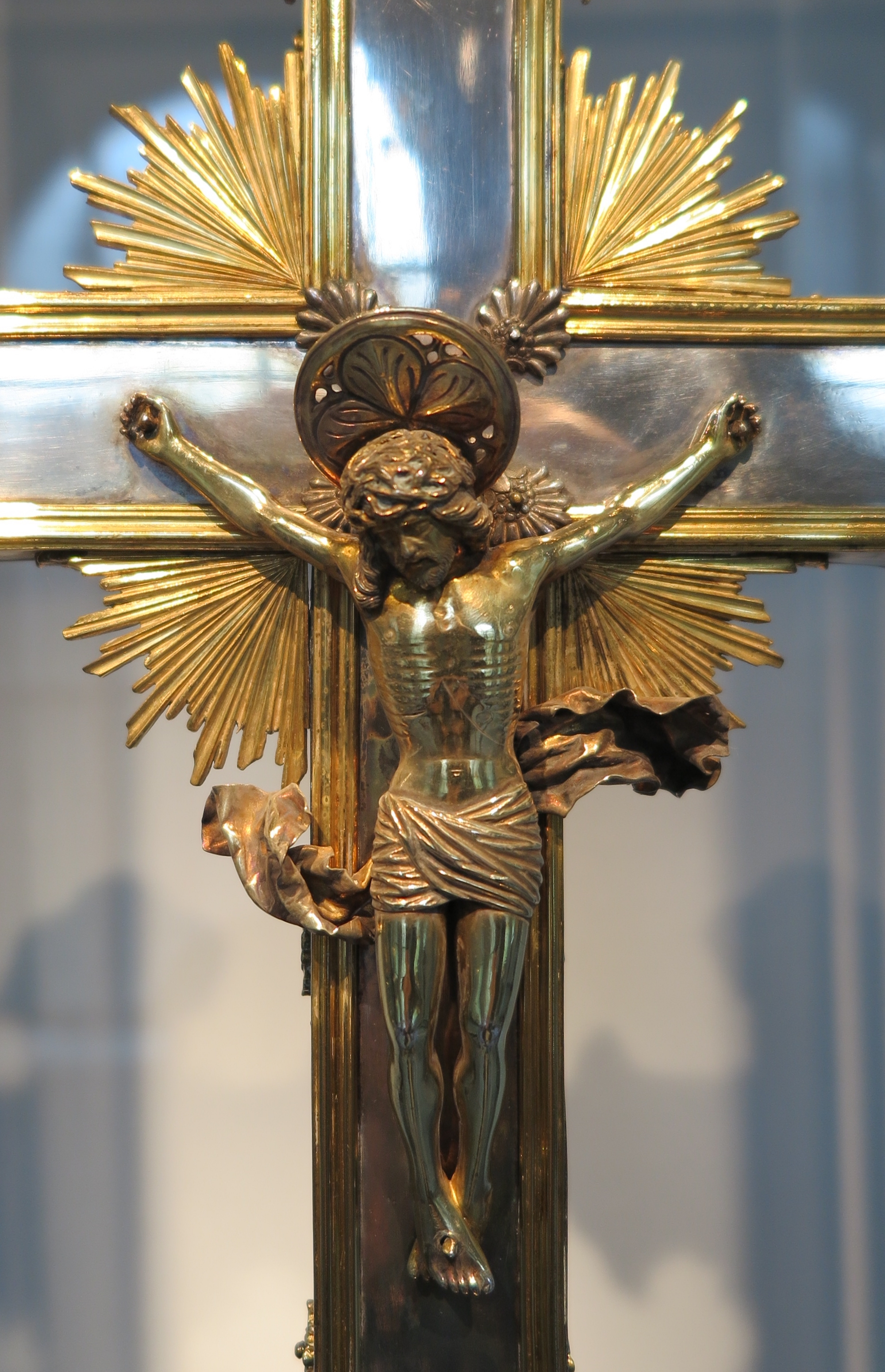
Kruzifix, Burtscheid
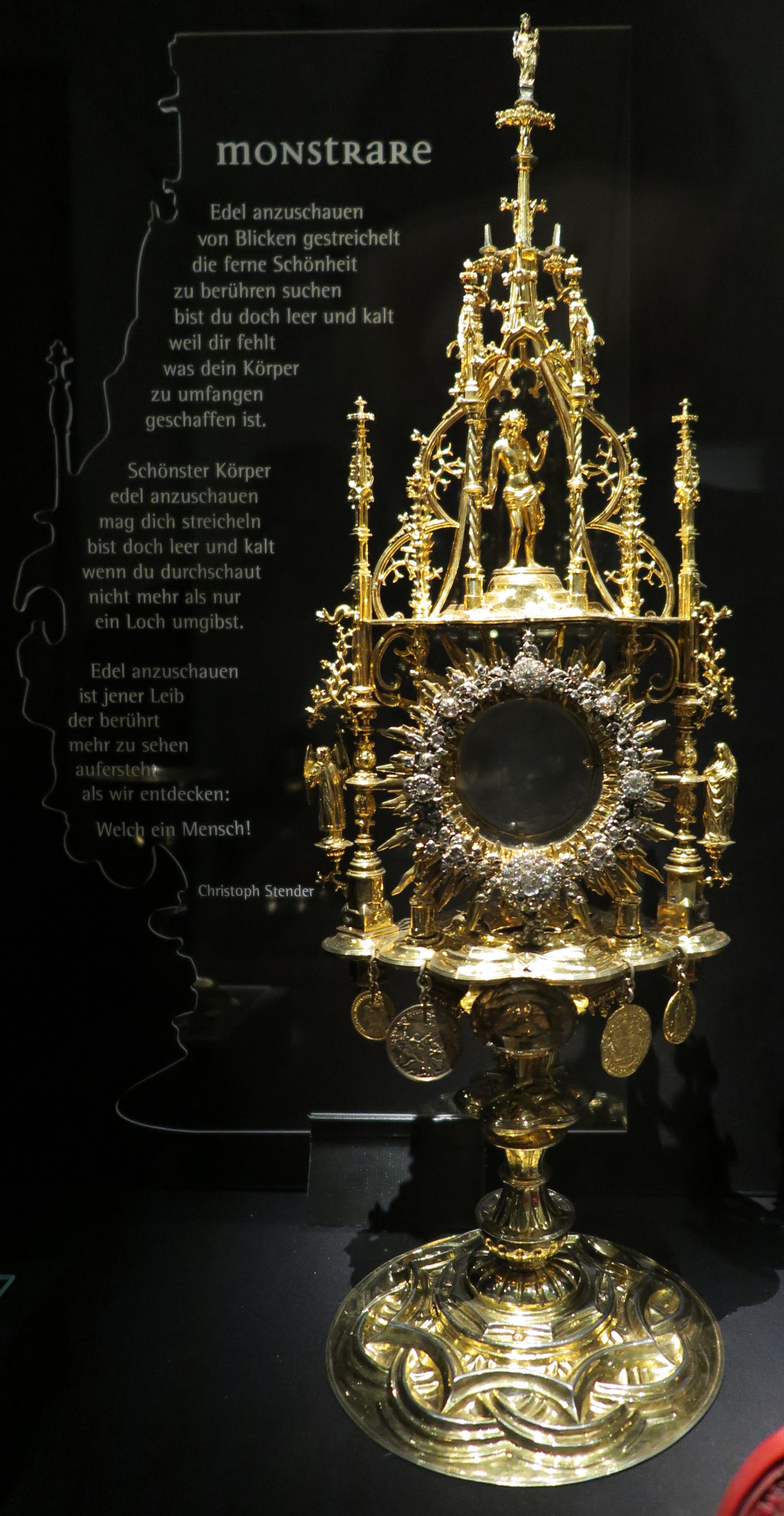
Monstranz von Karl V.
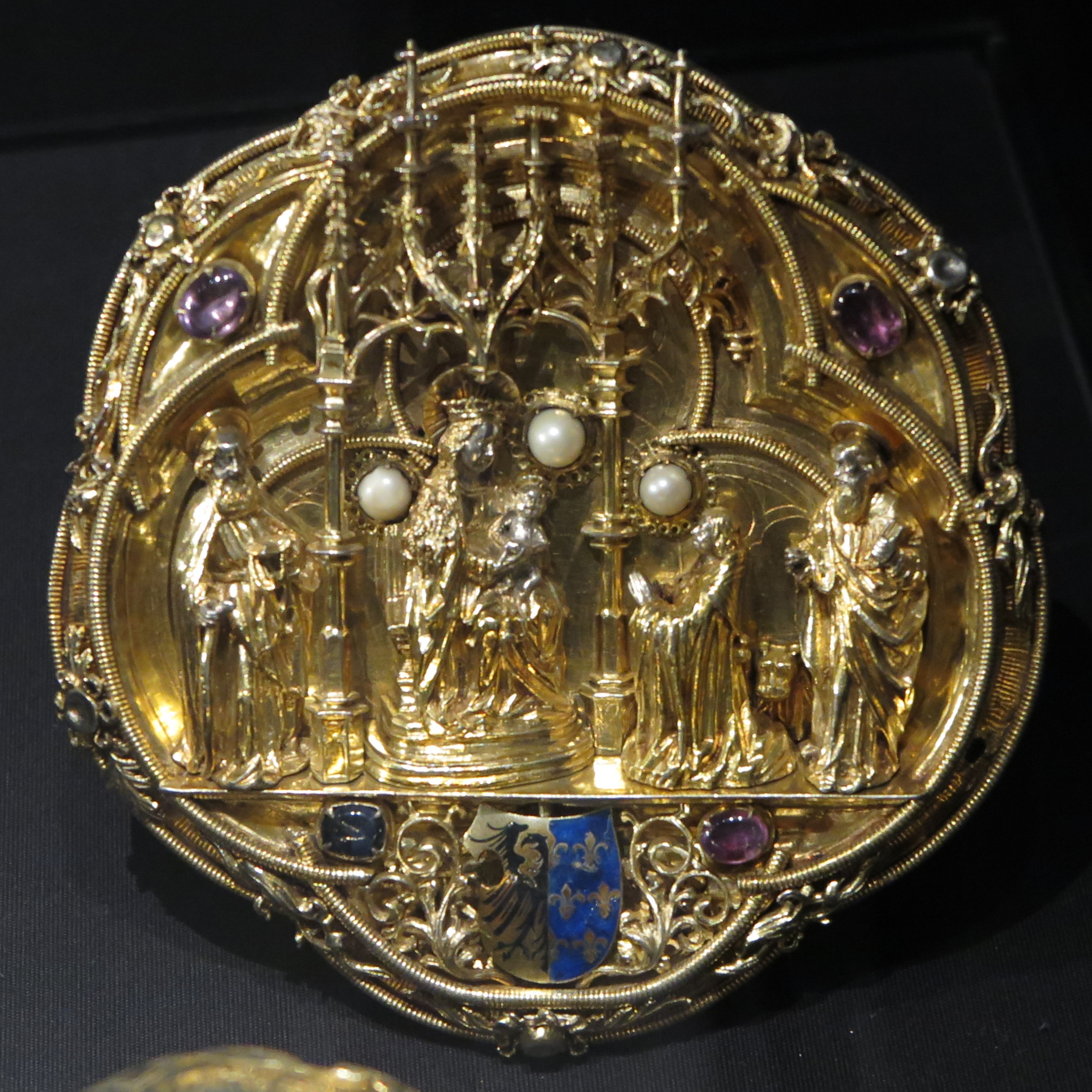
Chormantelschließe
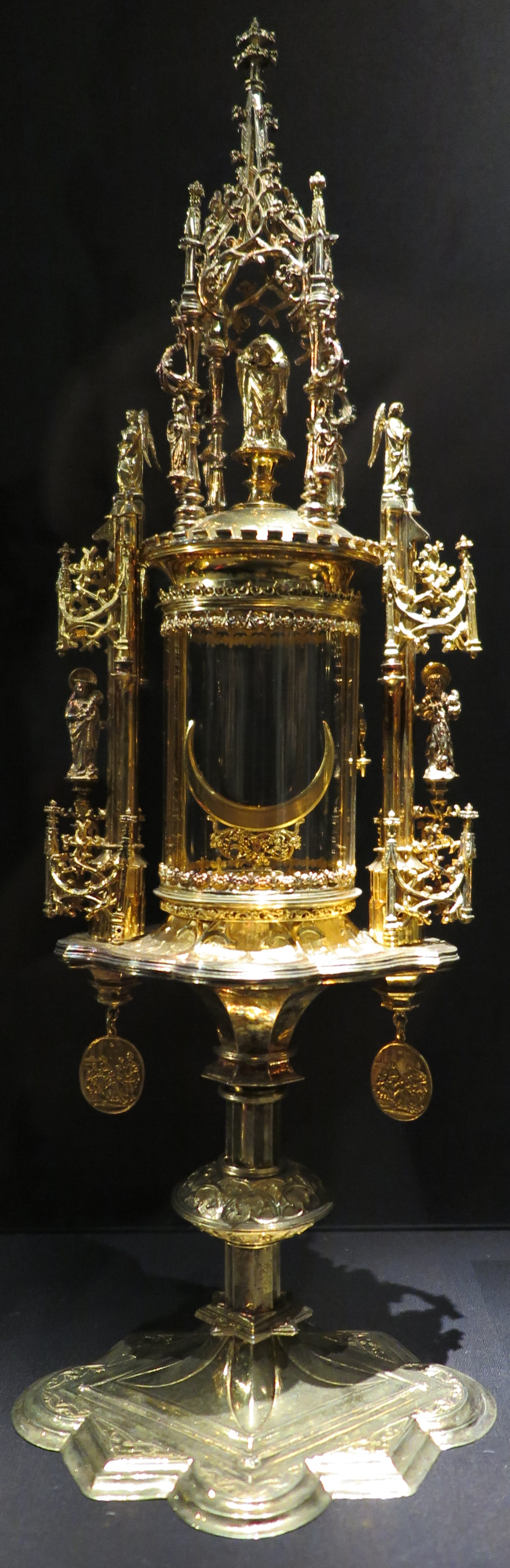
Monstranz, Frelenberg
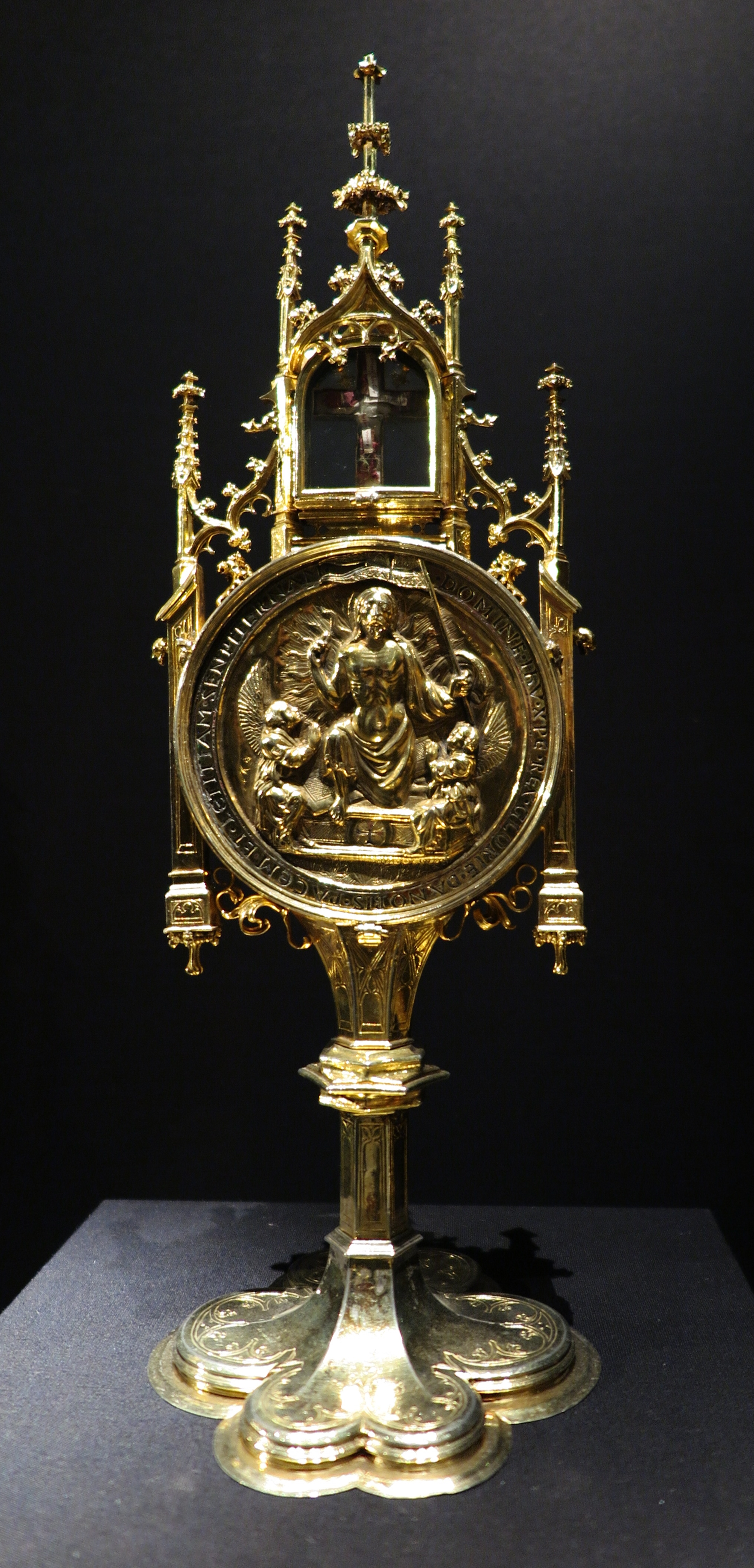
Agnus Dei Reliquiar
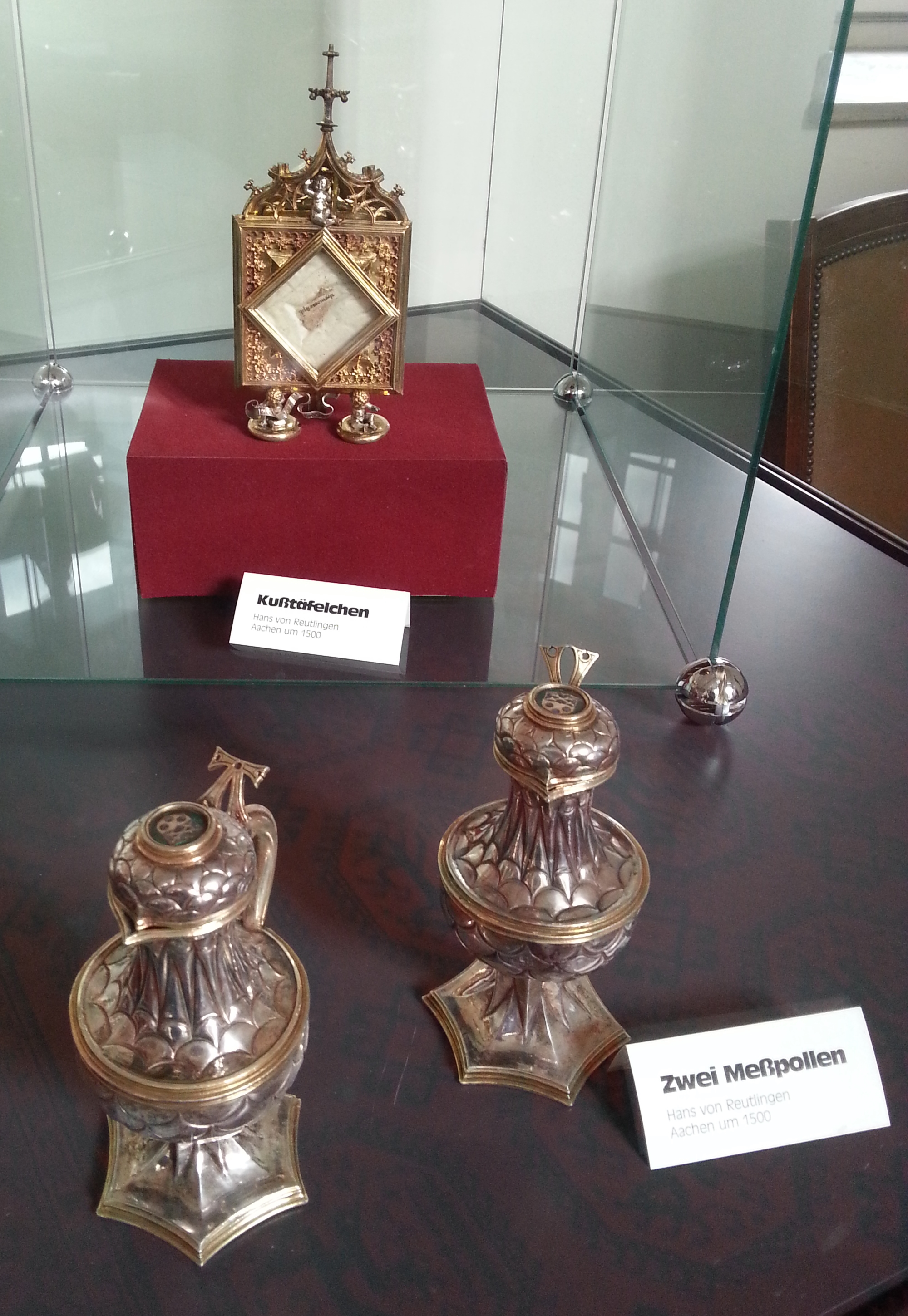
Paxtafel und Messpollen, St. Foillan
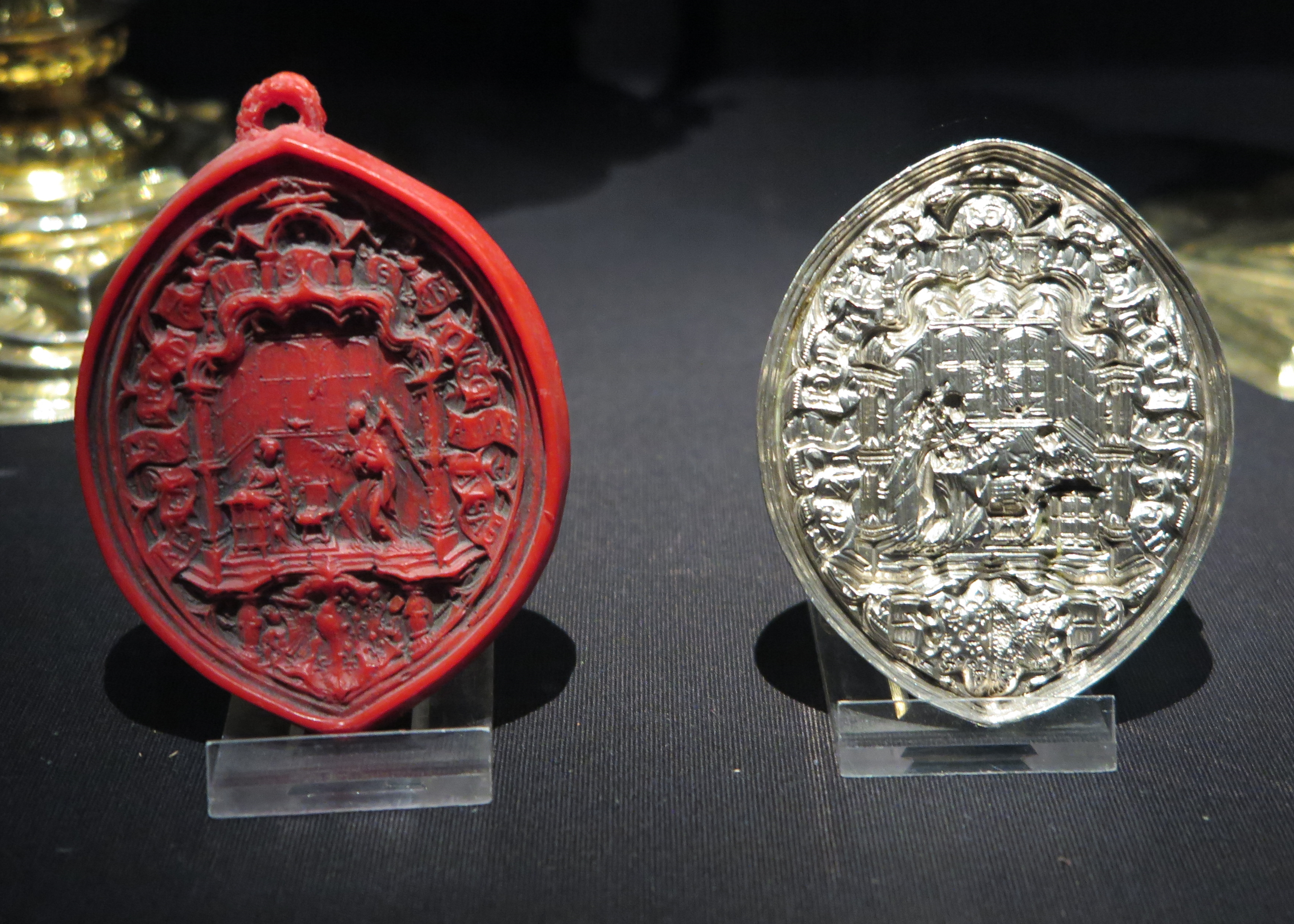
Stiftssiegel des Aachener Marienstifts

### Verlorene Werke
- 1515 Annenbüste
- 1516 Bischofsstab
- Kreuz

## Rezeption (Auswahl)
- Chormantelschließe, St. Ursula (Köln)
- Fälschung der Chormantelschließe, Victoria und Albert Museum, London
- im 19. Jahrhundert Kopien seiner Werke:

1. Ursulareliquiar rez. Auferstandenen, Aachen
2. Buckelbecher

- 2001 wurde eine 13 m lange und 3 m breite Gasse in der Aachener Innenstadt nach ihm benannt.